# Фарук, Фарида
Фарида Фарук (имя при рождении Сафиназ Зульфикар; 5 сентября 1921 — 16 октября 1988) — королева Египта, первая жена короля Фарука I. Была королевой страны на протяжении 11 лет.

## Детство и образование
Фарида родилась 5 сентября 1921 года в знатной египетской семье в Гианаклисе, Александрия. Её отец, судья Юсеф Зульфикар-паша, был вице-президентом александрийского Смешанного Апелляционного суда. Её семья принадлежала к египетским черкесам. Её дедом по материнской линии был премьер-министр Египта Мухаммед Саид-паша, а дядей — известный художник Махмуд Саид-бей. Сафиназ получила начальное и среднее образование в Нотр-Дам-де-Сион в Александрии, школе, находившейся в ведении французских монахинь.

## Брак и правление
Сафиназ и король Фарук впервые встретились во время поездки короля в Лондон в 1937 году. Они обручились летом 1937 года. Она вышла замуж за короля Фарука 20 января 1938 года, свадьба состоялась во дворце Кубба в Каире, Египет. После замужества она получила имя «Фарида» в соответствии с традицией, инициированной королём Фуадом I, согласно которой члены королевской семьи должны иметь одни и те же инициалы. Она была одета в свадебное платье, дизайн которого был разработан парижским домом моды House of Worth. В браке родилось три дочери: 
- её королевское величество Ферьял (принцесса Египта),
- её королевское величество Фавзия Египетская[англ.],
- её королевское величество Фадия Египетская[англ.].

После рождения третьей дочери Фарук развёлся с ней 19 ноября 1948 года. Король Фарук взял на себя заботу о первых двух дочерях, в то время как самая младшая после развода осталась с Фаридой.

## Общественная роль
Королева Фарида родилась в то время, когда материнство было единственным приоритетом египетской женщины, а рождение наследника престола мужского пола было особенно важно. Однако в связи с ростом влияния Запада роль первой леди выросла, став важной и в других вопросах. Статус первой леди стал почётным титулом вместе с обязанностями посещать благотворительные мероприятия, организовывать сбор денежных средств на благотворительность, участвовать в памятных мероприятиях и приёме иностранных гостей. Королева Фарида возглавила египетское отделение Красного Полумесяца, а также стала почётным президентом феминистского союза и Альянса новых женщин. Она была также покровителем товарищества египетских девочек, которое сыграло важную роль в событиях общественной жизни.

## Последние годы
Фарида оставалась в Египте до 1964 года, жила в Замалеке, пригороде на острове на реке Нил. Позже она переехала в Ливан, где увидела своих детей впервые после почти десяти лет разлуки. В марте 1965 года, когда король Фарук умер в Риме, она и три её дочери посетили его тело в морге. Затем она жила в Париже с 1968 по 1974 года, после чего вернулась в Египет в 1974 году, во время президентства Анвара аль-Садата. После развода Фарида больше не выходила замуж. В конце 1960-х годов она начала рисовать и устраивала свои персональные выставки в Европе и США. Одна из её выставок проходила в Каире в мае 1980 года.

## Смерть
Фарида была госпитализирована в сентябре 1988 года с несколькими диагнозами, в том числе лейкемией, пневмонией и гепатитом. 2 октября она была помещена в реанимацию, а затем впала в кому. Она умерла от лейкемии 16 октября 1988 года в возрасте 67 лет в Каире.

## Награды

### Национальные
- Орден Добродетели с бриллиантами (Египет, 19 января 1938 года)[15].

### Иностранные
- Дамский Большой крест Ордена Святого Саввы (Сербия)[15].
- Дамский Большой крест Ордена Добродетели (Греция)[15].